# إميليانو راموس
اميليانو راموس (بالإسبانية: Emiliano Ramos)‏ هو سياسي مكسيكي، ولد في 28 مارس 1979. حزبياً، نشط في حزب الثورة الديمقراطية. وقد انتخب عضو مجلس النواب المكسيك.